# Les Faucons
Les Faucons è una web serie del 2016 diretta da Hugo Mañero.

## Trama
La serie segue le avventure di un gruppo di ragazzi che fanno parte di una squadra di calcio amatoriale chiamata Les Faucons.

## Cancellazione
A causa di alcune tematiche affrontate nella serie (l'uso di droghe, il bullismo, il sesso e la masturbazione) così come la presenza in essa di numerosi nudi anche frontali, ha portato la stampa francese a scagliarsi contro di essa. A causa delle numerose polemiche scoppiate la web serie è stata cancellata e tutti gli episodi già pubblicati sono stati rimossi.

## Episodi
- Le nouvel entraîneur
- L'espoir fait vivre
- La technique des lacets